# Cerodontha islandica
Cerodontha islandica är en tvåvingeart som beskrevs av Griffiths 1968. Cerodontha islandica ingår i släktet Cerodontha och familjen minerarflugor.
Artens utbredningsområde är Island. Inga underarter finns listade i Catalogue of Life.